# Папа Карло (гурт)

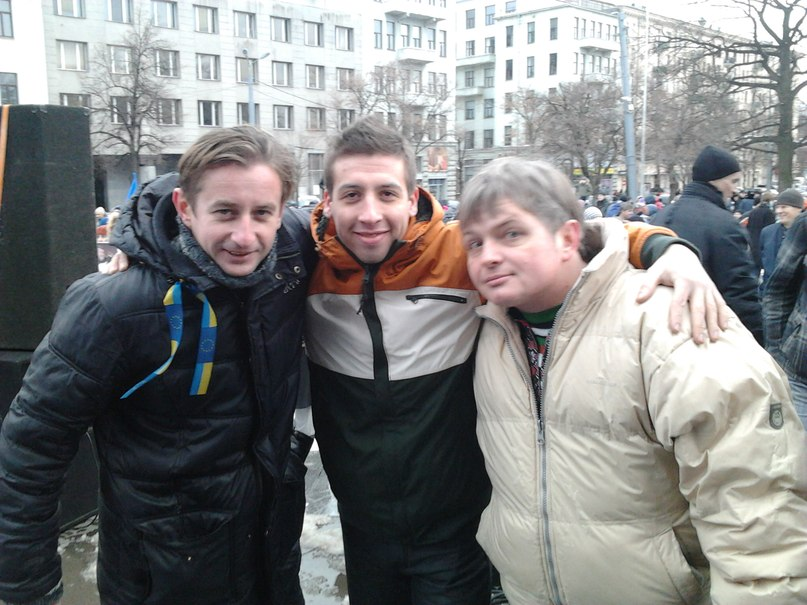
Євромайдан Харкiв. П@П@ Карло та С. Жадан

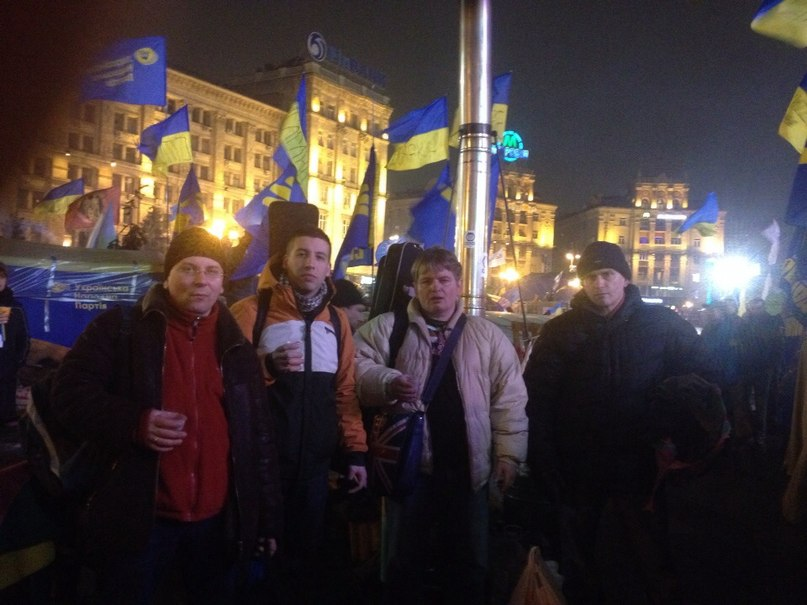
Євромайдан Київ. 16.12.2013

«Папа Карло» (П@п@ Карло) — музичний гурт із Харкова, що виник 1992 року. Гурт грає український рок-н-ролл, блюз, кантрі тощо, визначаючи свій стиль як «рок-н-рольну попсу», а також як зазначено на офіційному сайті «бітбритпопрок» і «Для журналістів розгорнуто: <построк-н-рольний егофундаментальний традиціоналізм>, або альтернатива — альтернативі!» Гурт брав участь у багатьох фестивалях: «Таврійські ігри», «Мазепа-Фест», «День Незалежності з Махном», «Музичний Острів», «Рок- Удар» тощо.

## Історія
Гурт був створений 1992 року Василем Рябком та Олександром Молчановим, які грали разом у шкільному ВІА, щоб отримати доступ до комори з музичними інструментами, яка й дала назву колективу. Офіційною датою народження гурту музиканти вважають 1997 рік, коли їх не взяли на фестиваль Червона Рута 1997 і вони записали перший альбом «Padre Carlos». За час існування було опубліковано близько п'ятьох альбомів та безліч збірок. П@п@ Карло відіграв на багатьох фестивалях і безлічі сольних концертів в Україні та за її межами.
17 липня 2006 року отримали диплом «За найкращу пісню» на фестивалі Тарас Бульба.
2009 року разом з режисером Павлом Мартиновим вони зняли відеокліп на пісню «Не любить, не хоче…».
2011 року О.Молчанов (головний вокаліст та бас-гітарист гурту) залишив склад гурту. Місце бас-гітариста зайняв Олександр Кипич, а вокальні партії приборкав лідер гурту Василь Рябко. 2013 року на світ з'являється новий альбом «Мова, Секс та Рок-н-ролл». 2014 року записано два нових треки спільно з німецьким бардом Гердом Крамбером.
З 2014 року їздять з концертами в зону АТО/ООС з концертами для військових.

## Майдан
Гурт відомий своєю активною політично-громадською позицією. 2004 року гурт підтримав Помаранчеву революцію, виступав на харківському та київському Майданах. У 2013–2014 роках Папа Карло виступав на Київському Євромайдані та став ключовою фігурою Харківського Євромайдану граючи свої пісні для Харків'ян впродовж усіх революційних подій і ставши музичним символом Євромайдану в Харкові. Нині гурт активно концертує на сході, підтримуючи ЗСУ та частини нацгвардії..

2012 року текст пісні «Комунари» був опублікований (у англійському перекладі) у книзі Alexander J. Motyl Bohdan Klid «The Holodomor Reader» (Edmonton) видавництво Canadian Institute of Ukrainian Studies 2012 (стор. 356) як приклад сучасного мистецтва про історичні події 1932–1933 років..

## Дискографія
1. E2.E4. Live. (1995)
2. Padre Carlos (1997)
3. Сборник. «Текилабум» (2002)
4. Weekend(2003)
5. Місто на Х(2006)
6. Мова, Секс та Рок-н-ролл(2013)

Також брали участь у численних збірках «Євшанзілля» 2005–2012, «Рок За Зміни» та інш.

## Склад зараз
Рябко Was Василь - вокал, гітара
Рябко Густав Олексій - барабани
Єськов Ілліч Олексій — баян
Косолапов Олексій — бас.